# نبرد چانگشا (۱۹۴۴)
نبرد چانگشا (انگلیسی: Battle of Changsha) تهاجم نیروهای ژاپنی به هونان جمهوری چین (۱۹۴۹–۱۹۱۲) در اواخر جنگ دوم چین و ژاپن بود. به این ترتیب، شامل سه درگیری جداگانه است: تهاجم به شهر چانگشا و دو حمله به هنگیانگ.